# Martufello
Martufello, pseudonimo di Fabrizio Maturani (Sezze, 21 dicembre 1951), è un comico, cabarettista, umorista e attore italiano.

## Biografia
Nato a Sezze nel 1951, fin da bambino ha uno spiccato senso umoristico e caricaturistico. In paese gli storpiavano il nome in "Fabbrizzio", con la tipica cadenza ciociara, finché un giorno la madre lo "ribattezzò" Maurizio. Da lì inizia la carriera di comico e cabarettista nelle feste paesane della natia cittadina e nei locali della provincia di Latina. Durante un suo spettacolo a Latina viene notato da un manager che, a sua volta, lo segnala a Pier Francesco Pingitore. Questi, verso la fine degli anni settanta, lo chiama come aiutante barzellettiere nella sua compagnia teatrale "Il Bagaglino".
Martufello lega successivamente la propria carriera al Bagaglino, divenendo col tempo uno dei membri più rappresentativi degli spettacoli teatrali, televisivi e cinematografici messi in scena dal gruppo, fino al 2011 (anno di scioglimento della compagnia). Nel corso degli anni ottanta, recita anche piccole parti in alcuni film di Steno (Il tango della gelosia, Bonnie e Clyde all'italiana e Sballato, gasato, completamente fuso), nel censurato W la foca di Nando Cicero e nella seconda e ultima pellicola diretta da Renzo Arbore "FF.SS." - Cioè: "...che mi hai portato a fare sopra a Posillipo se non mi vuoi più bene?".
Nel 1995 scrive un libro di barzellette intitolato Di più, nin zo', nel quale ripropone i suoi sketch basati sulla figura del "burino" (come lui stesso si definisce); nello stesso anno è il protagonista del film Chiavi in mano di Mariano Laurenti, sfortunato remake di Quel gran pezzo dell'Ubalda tutta nuda e tutta calda, nel ruolo di Baccello da Sarnano. Da settembre 2014 fa parte del cast di Avanti un altro! su Canale 5, nel ruolo di barzellettiere. Il 25 luglio 2015 rimane vittima di un incidente stradale a Vetralla, riportando la frattura del setto nasale e varie altre contusioni alla testa e alle gambe.
Collabora oramai da anni con l'emittente radiofonica Radio Radio.

## Carriera

### Televisione
- Biberon (Rai 1, 1987-1990)
- Cocco (Rai 2, 1988-1989)
- Stasera mi butto (Rai 2, 1990)
- Crème Caramel (Rai 1, 1991)[12]
- Saluti e baci (Rai 1, 1993)[12]
- Bucce di banana (Rai 1, 1994)
- Beato tra le donne (Rai 1, 1994-1995; Canale 5, 1996-1997)
- Champagne (Canale 5, 1995)
- Rose rosse (Canale 5, 1996)
- Viva l'Italia! e Viva le italiane! (Canale 5, 1997)[13]
- Gran Caffè (Canale 5, 1998)
- La canzone del secolo (Canale 5, 1999)
- BuFFFoni (Canale 5, 2000)[14]
- Saloon (Canale 5, 2001)
- Marameo (Canale 5, 2002)[15]
- Mi consenta (Canale 5, 2003)[16]
- Barbecue (Canale 5, 2004)
- Tele fai da te (Canale 5, 2005)
- Torte in faccia (Canale 5, 2006)[17]
- E io... pago! (Canale 5, 2007)[18]
- Zona Martufello (Teleuniverso, 2007)
- Gabbia di matti (Canale 5, 2008)
- Bellissima-Cabaret Anticrisi (Canale 5, 2009)
- Avanti un altro! (Canale 5, 2014-2015)
- Magnàmose tutto! (Canale 5, 2017)
- Soliti ignoti (Rai 1, 2020)
- Avanti un altro! Pure di sera (Canale 5, 2022)

### Teatro
- 50 sfumature di Renzi, testo e regia di Pier Francesco Pingitore (2015)
- L'imbianchino, regia di Donald Churchill (2019)
- La Presidente - Valeria Marini eletta al Quirinale, testo e regia di Pier Francesco Pingitore (2019-2020)
- Dio ce ne scampi... e mazzancolle, testo e regia di Pier Francesco Pingitore (2023)
- Il burino gentiluomo, testo e regia di Pier Francesco Pingitore (2024)
- I due cialtroni, testo e regia di Pier Francesco Pingitore (2024)

## Filmografia

### Cinema
- Ciao marziano, regia di Pier Francesco Pingitore (1980)
- Il casinista, regia di Pier Francesco Pingitore (1980)
- Il tango della gelosia, regia di Steno (1981)
- Biancaneve & Co., regia di Mario Bianchi (1982)
- W la foca, regia di Nando Cicero (1982)
- Attenti a quei P2, regia di Pier Francesco Pingitore (1982)
- Sballato, gasato, completamente fuso, regia di Steno (1982)
- Bonnie e Clyde all'italiana, regia di Steno (1983)
- Il tifoso, l'arbitro e il calciatore, regia di Pier Francesco Pingitore (1983)
- "FF.SS." - Cioè: "...che mi hai portato a fare sopra a Posillipo se non mi vuoi più bene?", regia di Renzo Arbore (1983)
- Sfrattato cerca casa equo canone, regia di Pier Francesco Pingitore (1983)
- Gole ruggenti, regia di Pier Francesco Pingitore (1992)
- Chiavi in mano, regia di Mariano Laurenti (1996)
- La partita, cortometraggio (2007)
- Qui a Manduria tutto bene, regia di Enzo Pisconti (2008)
- Nemici, regia di Milo Vallone (2020)
- Il Divin Codino, regia di Letizia Lamartire (2021)
- Un sindaco fuori dal comune  regia di Fabio Mancuso (2025)

### Televisione
- Ladri si nasce, regia di Pier Francesco Pingitore – film TV (1997)
- Ladri si diventa, regia di Pier Francesco Pingitore – film TV (1998)
- Villa Ada, regia di Pier Francesco Pingitore – film TV (1999)
- La casa delle beffe, regia di Pier Francesco Pingitore – film TV (2000)[19]
- Di che peccato sei?, regia di Pier Francesco Pingitore – film TV (2007)
- 4 misteri e un funerale  , regia di Federico Marsicano - serie TV (2022)

## Libri
- Martufello, Di più, nin zo', Roma, Gremese, 1995, SBN RMS2479854.
- Martufello e Claudio Napoleone, Il riso fa buon sangue... figuriamoci il risotto, Roma, CISU, 2007, SBN BVE0460566.
- Martufello e Claudio Napoleone, Ritete con me... cioè... io, Roma, MGC, 2010, ISBN 978-88-488-1177-4.